# オトラント (仮装巡洋艦)
オトラント（SS / HMS Otranto）は、イギリスの客船。第一次世界大戦において仮装巡洋艦としてコロネル沖海戦に参加。その後、軍隊輸送船に転用されたが僚船との衝突により沈没し、乗船将兵ら400人以上が死亡する連合国側では最大級の戦時海難事故を起こした。なお、後に2代目の同名船オトラントが建造された。

## 船歴

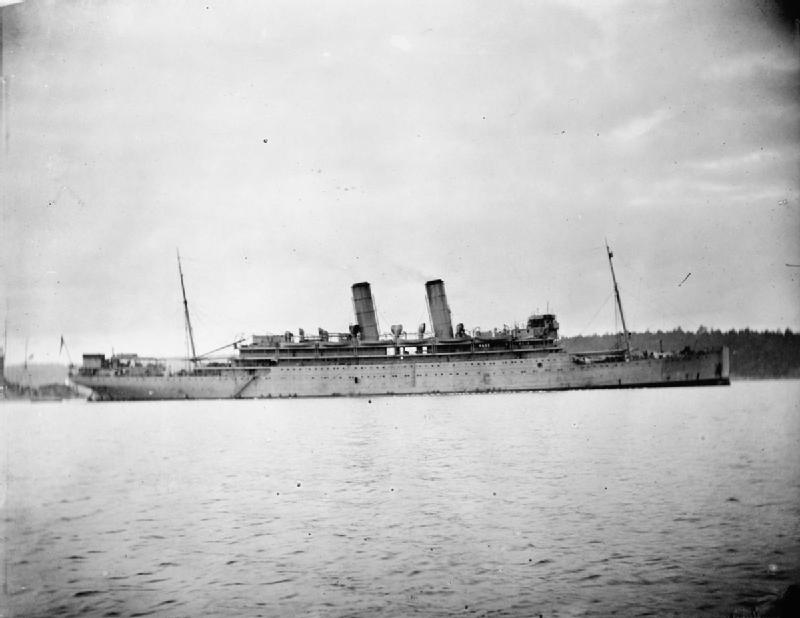
戦時中の「オトラント」の船影

### 客船時代
「オトラント」は、総トン数12,124総トンの中型客船である。オリエント汽船会社（仮訳。オリエント・ライン）が保有し、イギリスとオーストラリアをパナマ運河経由で結ぶ定期航路に就航していた。

### 仮装巡洋艦としての行動
1914年8月に第一次世界大戦が勃発すると、「オトラント」は同じオリエント汽船所属の「オトウェイ」「オービエト」「オラマ」とともに徴用を受け、仮装巡洋艦に改装された。当時のイギリス海軍は、大型客船について仮装巡洋艦に使うには大きすぎて燃費も悪く不適切と評価して、軍隊輸送船や病院船として使用し、仮装巡洋艦には本船のような中型客船を充当する方針であった。
仮装巡洋艦「オトラント」は、クリストファー・クラドック少将の戦隊に配属され、南米沖で東洋艦隊に対する迎撃任務に投入された。1914年11月1日のコロネル沖海戦でクラドック戦隊は主力の装甲巡洋艦2隻を失って壊滅したが、武装が弱く速力が遅い「オトラント」は直接戦闘には加わらず戦場を離脱して生き残った。その後も南米沖で通商保護のために行動し、1917年4月17日にホーン岬沖でドイツの武装帆船「ゼーアドラー」と遭遇したが、悪天候のため捕捉できなかった。

### 軍隊輸送船として沈没
第一次世界大戦末期に「オトラント」は軍隊輸送船に転用された。
1918年10月頃、「オトラント」はアメリカのニューヨークからイギリスのリヴァプールへ向かう護送船団HX50に加入した。HX50船団は輸送船13隻から成り、そのうち「オトラント」「カシミール」など客船6隻は西部戦線に向かうアメリカ陸軍将兵5000人を分乗させた軍隊輸送船で、「オトラント」には兵站要員689人が乗船していた。「オトラント」のダヴィッドソン船長が船団司令官（仮訳）を務めていた。
HX50船団はアイリッシュ海に接近する2日前から濃霧に包まれ、視界不良で天測航法ができずに正確な位置を把握できないまま、2列縦隊を組んでノース海峡 (イギリス)西方に差し掛かった。右縦隊先頭を行く「オトラント」の船団司令官ダヴィッドソン船長は、アイルランド島北岸に衝突する危険があると判断し、発光信号と旗旒信号で船団に左15度の変針を命じた。しかし、左縦隊先頭の軍隊輸送船「カシミール」は船長の誤認で逆に右15度に変針し、船首から「オトラント」の左舷中部に衝突した。「オトラント」の船体は完全に2つに分断され、船首側も船尾側も8分間以内で沈没した。「オトラント」が発信した遭難信号を受け、護衛の駆逐艦が駆けつけて救助活動を行ったが、乗船将兵689人・乗員100人のうち431人が死亡した。
または、10月6日、「オトラント」は衝突事故で失われた。当時、悪天候で船団はばらけており、視界は悪かった。前方に突如陸地を見て「オトラント」が回頭した際に「カシミール (Kashmir)」と衝突。動力を失った「オトラント」は、その後走錨してアイラ島に乗り上げ、破壊された。駆逐艦「Mounsey」が救助活動を行ったが、431名が死亡した。
本船の沈没事故は、1917年2月の「メンディー」の衝突事故（636人死亡）と並び第一次世界大戦・第二次世界大戦を通じて連合国側で最大級の戦時海難事故であった。